# Prism (高杉さと美のアルバム)
『Prism』（プリズム）は、高杉さと美の2作目のアルバム。2009年3月25日発売。

## 収録曲
1. Intro 〜Calm Inflection〜
  - 作詞：高杉さと美／作曲・編曲：CUBE JUICE
2. Tears in the Sky
  - 作詞：ひふみかおり／作曲・編曲：佐々木潤
  - コナミデジタルエンタテインメント社ゲーム「幻想水滸伝ティアクライス」オープニング・テーマ
3. 青い花
  - 作詞・作曲：ACO／編曲：中島ノブユキ
4. 月が見ている -Album Ver.-
  - 作詞・作曲：古内東子／編曲：華原大輔
5. 夕街風
  - 作詞：SOFFet／作曲：YoYo／編曲：藤本和則
6. しあわせドラマ
  - 作詞：高杉さと美／作曲：上田起士／編曲：AILI
  - 「ラヴィール岡山」CMソング
7. ありがとう
  - 作詞：高杉さと美／作曲：葛谷葉子／編曲：湯浅篤
8. X day
  - 作詞：高杉さと美／作曲・編曲：CUBE JUICE
9. 魔法の鍵〜The Dream Goes On
  - 作詞・作曲：John Kavanaugh／編曲：伊藤隆博
  - 「東京ディズニーリゾート　25thアニバーサリー」テーマ・ソング
10. Part Of Your World (The Little Mermaid)
  - 作詞：ハワード・アシュマン／作曲：アラン・メンケン／編曲：土肥真生
11. 雨音
  - 作詞・作曲：高杉さと美／編曲：湯浅篤
12. Outro 〜World of Prisms〜
  - 作詞：高杉さと美／作曲・編曲：CUBE JUICE
13. 旅人 -Travel Light Mix-
  - 作詞：坂元裕二／作曲：武部聡志／編曲：CUBE JUICE